# Département de Kong
Le département de Kong est un département de la région de Tchologo en Côte d'Ivoire. 